# ليونيل واشنطن
ليونيل واشنطن (بالإنجليزية: Lionel Washington)‏ هو لاعب كرة قدم أمريكية أمريكي، ولد في 21 أكتوبر 1960 في نيو أورلينز في الولايات المتحدة.

## وصلات خارجية
- ليونيل واشنطن على موقع مرجع كرة القدم المحترفة.كوم (الإنجليزية)
- ليونيل واشنطن على موقع قاعة لويزيانا للمشاهير الرياضية (الإنجليزية)